# Нёфлиз
Нёфли́з (фр. Neuflize) — коммуна во Франции, находится в регионе Шампань — Арденны. Департамент коммуны — Арденны. Входит в состав кантона Жюнивиль. Округ коммуны — Ретель.
Код INSEE коммуны — 08314.
Коммуна расположена приблизительно в 155 км к северо-востоку от Парижа, в 55 км севернее Шалон-ан-Шампани, в 50 км к юго-западу от Шарлевиль-Мезьера.

## Население
Население коммуны на 2008 год составляло 724 человека.
| 1962 | 1968 | 1975 | 1982 | 1990 | 1999 | 2008 |
| ---- | ---- | ---- | ---- | ---- | ---- | ---- |
| 520  | 541  | 532  | 592  | 598  | 609  | 724  |

## Экономика
В 2007 году среди 438 человек в трудоспособном возрасте (15—64 лет) 328 были экономически активными, 110 — неактивными (показатель активности — 74,9 %, в 1999 году было 68,9 %). Из 328 активных работали 319 человек (170 мужчин и 149 женщин), безработных было 9 (5 мужчин и 4 женщины). Среди 110 неактивных 44 человека были учениками или студентами, 28 — пенсионерами, 38 были неактивными по другим причинам.

## Фотогалерея
- Мэрия
- Карта коммуны